# Semionym
Et semionym er et navn på en fiktiv person som bærer en betydning om personens egenskaber, udseende, sindelag, erhverv m.m. Semionymer kendes fra mange litterære genrer og udmærker sig ved at modstå de fleste forsøg på oversættelse mellem forskellige sprog.